# 塞雷 (希腊)
塞雷（希臘語：Σέρρες），是希腊北部中马其顿大区塞雷专区的市镇，及该专区的首府。位于斯特里蒙河东北24公里的平原上，西距塞萨洛尼基69公里。市镇面积为600.5平方公里，2021年人口数量为70,703人。

## 历史
该市历史悠久，公元前5世纪时古希腊历史学家希罗多德就提到过此地。拜占庭帝国时期，该城为重要的边境城市，建有大型的堡壘。在1205年和1345年，塞雷曾先后被保加利亚人和塞尔维亚人占领。儘管1371年馬里查戰役後拜占庭重奪此地，塞雷仍在1383年被奥斯曼帝国征服。1912年第一次巴尔干战争期间，被保加利亚军队占领。第二次巴尔干战争中被希腊军队夺取。两次世界大战期间，又被保加利亚占领。现在塞雷为烟草、谷物等农产品的贸易中心。

## 市镇
现今范围的市镇设立于2011年地方政府改革中，由原6个市镇合并而成，原市镇则成为此市镇的6个市区。塞雷市区（即原塞雷市镇）的面积为252.973平方公里，2021年人口数量为60,888人。

## 人口数据
| 年份 | 同名市区 | 整个市镇 |
| ---- | -------- | -------- |
| 1981 | 46,317   | –        |
| 1991 | 49,830   | –        |
| 2001 | 56,145   | –        |
| 2011 | 58,287   | –        |
| 2021 | 59,260   | 70,703   |

## 友好城市
- 保加利亚 布拉戈耶夫格勒
- 以色列 埃拉特